# NGC 4066
NGC 4066 ist eine elliptische Galaxie vom Hubble-Typ E im Sternbild Haar der Berenike. Sie ist schätzungsweise 327 Millionen Lichtjahre von der Milchstraße entfernt.
Das Objekt wurde am 24. Februar 1827 von John Herschel entdeckt.